# Um Filme Falado
Um Filme Falado is een Portugese filmkomedie uit 2003 onder regie van Manoel de Oliveira.

## Verhaal
Rosa Maria is een jonge docente geschiedenis aan de universiteit van Lissabon. Samen met haar dochter Maria Joana maakt ze een scheepsreis van de Middellandse Zee naar Bombay. Het schip doet verschillende steden aan die voorkomen in de geschiedenislessen van Rosa Maria, maar die ze in werkelijkheid nooit eerder had bezocht. Bovendien leert ze tijdens de bootreis ook boeiende passagiers en schepelingen kennen.

## Rolverdeling
- Leonor Silveira: Rosa Maria
- Filipa de Almeida: Maria Joana
- John Malkovich: John Walesa
- Catherine Deneuve: Delfina
- Stefania Sandrelli: Francesca
- Irene Papas: Helena
- Luís Miguel Cintra: Portugese acteur
- Michel Lubrano di Sbaraglione: Visser
- François Da Silva: Klant van de visser
- Nikos Hatzopoulos: Orthodoxe priester
- António Ferraiolo: Cicerone Pompeia